# Jego ostatni czyn
Jego ostatni czyn – polski, niemy film fabularny z 1917 roku. Nie zachował się do dziś.

## Fabuła
Hilka, zaklinaczka węży, dostaje angaż w Ogrodzie Pałacowym. Uczuciowo jest związana z baronem Ilfingrenem. Dyrektor cyrku wraz z Holferem postanawiają pozbyć się miłośnika kart, oskarżając go o oszustwa, gdyż mają ukryte plany względem Hilki. O filmie wiadomo też, że było w nim pełno efektów specjalnych, do których należały m.in. pościg za bandytą, knajpy apaszów, natomiast szczególny nacisk położono na estetykę pod względem malarskim.

## Obsada
- Kazimierz Junosza-Stępowski jako włamywacz
- Pola Negri
- Józef Węgrzyn
- Halina Bruczówna
- Paweł Owerłło